# Eisenberg, Thüringen
Eisenberg är en stad i förbundslandet Thüringen i Tyskland och huvudort i distriktet (Landkreis) Saale-Holzland.
Staden ingår i förvaltningsgemenskapen Eisenberg tillsammans med kommunerna Gösen, Hainspitz, Mertendorf, Petersberg och Rauschwitz.
En boplats fanns redan under stenåldern i området där staden ligger. 1217 grundades ett kloster i orten som 1274 fick stadsrättigheter. 1485 kommer staden till furstehuset Wettin (sidogren Ernestiner). Mellan 1681 och 1707 var Eisenberg residensstad i hertigdömet Sachsen-Eisenberg och efteråt del av hertigdömet Sachsen-Altenburg.

## Bilder
|           |
| Eisenberg |